# Clarias sulcatus
Clarias sulcatus är en fiskart som beskrevs av Ng 2004. Clarias sulcatus ingår i släktet Clarias och familjen Clariidae. Inga underarter finns listade i Catalogue of Life.